# Prva knjiga o Kraljevima
Prva knjiga o Kraljevima jedna je od starozavjetnih povijesnih knjiga u Bibliji, a u židovskom kanonu pripada Prednjim prorocima. U biblijskoj znanosti drži se da pripada deuteronomističkoj povijesti. Kratica je ove knjige 1Kr
Knjige o kraljevima sačinjavaju (u hebrejskoj Bibliji) samo jedno djelo. Poklapaju se s dvije posljednje knjige kraljevanja u grčkom prijevodu (Septuaginta) i s Knjigama o kraljevima (Vulgata). Nastavljaju se neposredno na knjige o Samuelu, a 1 Kr 1-2 sadrži završetak velikog dokumenta iz 2 Sam 9-20. Drugi opis Salomonova kraljevanja, 1 Kr 3-11, potanko opisuje uzvišenost njegove mudrosti, sjaj njegova graditeljstva (Jeruzalemski hram), te njegovo silno bogatstvo. To je sigurno slavno razdoblje, ali nema tu više osvajačkog duha Davidova. Ostaju suprotnosti između dvije skupine naroda, te se nakon Salomonove smrti 931. pr. Kr. kraljevstvo razdjeljuje: deset sjevernih plemena što je pojačano vjerskim raskolom (1 Kr 12-13). 
Pripovijedanje se bavi napose s dva kraljevanja, Ezekijinim (2Kr 18-20) i Jošijinim (2 Kr 22-23), koja su obilježena nacionalnim buđenjem i religioznom reformom. Veliki politički događaji u to vrijeme jesu: Sanheribova invazija u vrijeme Ezekije 701. pr. Kr. kao odgovor na otkazivanje asirskog poreza, i, u vrijeme Jošije, propast Asirije i nastanak babilonskog carstva. Judeja se morala podložiti novim gospodarima s Istoka, ali se uskoro pobunila. Nije trebalo dugo čekati kaznu: 597. pr. Kr. Nabukodonozorove čete osvojile su Jeruzalem i deportirale jedan dio njegovih stanovnika; deset godina kasnije pokušaj stjecanja nezavisnosti uzrokovao je novu intervenciju Nabukodonozora, koja je završila 587. razaranjem Jeruzalema i drugom deportacijom. Knjige o kraljevima završavaju s dva kratka dodatka, 2 Kr 25, 22-30.  

## Struktura
Prva i Druga knjiga o Kraljevima počinju riječju kralj (heb. hamelek) i nadovezuju se na prvu i drugu knjigu o Samuelu. One izvješćuju o povijesti izraelskih kraljeva, do asirskog zarobljeništva, 772./72. pr. Kr., i judejskih kraljeva, do babilonskog zarobljeništva, 587./586. godine. Knjiga ima svoju shemu: dob u judejskih kraljeva, trajanje vladavine, ime i podrijetlo kraljice majke, teološki stav, smrt i mjesto ukopa i ime nasljednika. Sjeverni kraljevi, za razliku od judejskih, imaju nepovoljnu ocjenu. Ondje nema idealnih kraljeva.

## Podjela
- Nasljedstvo Davida (1 Kr 1-2)
- Povijest Salomonova vladanja (1 Kr 3-11)

1. Salomon mudrac   				3,1- 4,14
2. Salomon graditelj  				4,15-9,25
3. Salomon trgovac   				9,26- 10,29
4. Mračna strana Salamonova vladanja	11

- Politički i vjerski raskol (1 Kr 12-13)
- Dva kraljevstva do Ilije  (1 Kr 14-16)
- Ciklus o Iliji (1 Kr 17-2 Kr 1)

1. Velika suša 17-18
2. Ilija na Horebu 19
3. Aramejski ratovi 20
4. Nabotov vinograd 21
5. Novi rat s Aramejcima 22, 1-38
6. Poslije Ahabove smrti 22,39-2 Kr 1

## Sadržaj
Na početku knjige opisana je starost kralja Davida i pokušaj starijeg Salomonovog brata Adonije da se zakralji. On se počeo nazivati kraljem i ponašati se tako, a to je tražio i od svoje okoline. Kraljica majka (Bat Šeba) i prorok (Natan) posreduju kod starog kralja Davida i na taj način omogućuju Salomonu (njegovu bratu) da postane kralj. Salomonova vladavina započinje snom, noćnim viđenjem tj. bogoobjavom koju je doživio u svetištu (u Gibeonu), gdje moli Jahvu za pomoć da može razlikovati dobro od zla. S obzirom na to da je Salomon u svojoj molitvi bio skroman, Jahve mu je dodao i ona dobra za koja su inače kraljevi molili kao što su bogatstvo, oslobođenje od neprijatelja i dug život. 
Salomon je bio veliki graditelj. Osim toga, postao je i onaj koga se boje i kome se dive, ali koga ne vole. Sva ona sjajna i egzotična vanjština koju je uvodio bila je strana skromnom i tvrdom pastirskom mentalitetu. No, iznad svega, velika Salomonova pogreška bila je u tome što je zaboravio da je samo namjesnik Jahvin na čelu naroda Božjeg. Salomonu je nedostajala briga za vjernost Izraela drevnim očevima.
Salomonov nasljednik kralj Roboam nakon pomazanja na jugu došao je na sjever u Šekem.  Izraelci su ga lijepo primili i zamolili: «Tvoj nam je otac nametnuo teški jaram. Ti nam sada olakšaj tešku službu svoga oca, teški jaram koji metnu na nas pa ćemo ti služiti!» (12,4). On se prvo posavjetovao sa starcima koji su mu ponovili to isto. Pitao je i mladiće koji su s njim odrasli u obilju. Oni su mu savjetovali da Izraelcima odgovori: «Moj je mali prst deblji od bedara moga oca! Eto, moj vam je otac nametnuo teški jaram, a ja ću još više otežati vaš jaram; moj vas je otac šibao bičevima, a ja ću vas šibati bičevima sa željeznim štipavcima.» (12,10-11). Narod je protjerao kralja Roboama na jug. Oni su izabrali Jeroboama, negdašnjeg nadglednika prisilnih radova kod Salomona, a nakon toga bjegunca u Egipat. Kraljevstvo je podijeljeno u dva dijela: sjevernim (Kraljevstvo Izrael) je kraljevstvom vladao Jeroboam, a južnim (Kraljevstvo Juda) Salomonov sin Roboam. Kratko nakon političkog raskola uslijedio je i vjerski raskol koji se očitovao zabranom hodočašća u Jeruzalem i polaganom gradnjom sjevernih izraelskih svetišta u Betelu, Danu i kasnije u Samariji.
Ilija je važan lik Prve knjige o Kraljevima. Već je u samom Ilijinom imenu sadržano poslanje i čitav prorokov život. Ilija znači "Bog je Jahve". Ilija je u Izraelu, zaraženom Baalovim kultom, otkrio Jahvinu prisutnost. Njegova znamenja i djela samo su djelo Jahvino. Ilijin boravak u samoći, samovanje s Bogom u pustinji, omogućuje mu da bude vrlo pokretan i aktivan u svom podijeljenom i odmetničkom narodu. On proriče kralju Ahabu tri sušne godine, nakon toga se skriva u svom zavičaju a Bog se brine za njega. 
Izazvao je Baalove svećenike na dvoboj i pred čitavim narodom na gori Karmelu pokazao pravog i jedinog Boga, Jahvu, gospodara svega, čak i izvanrednih prirodnih sila. Vjersko nadmetanje se odvijalo na brdu Karmelu, gorskom lancu na sjeveru Palestine. Ilija se usudio javno ponuditi natjecanje između pravoga Boga Izraelova i Baala. Zazivi i obredi Baalovih svećenika ostaju bez rezultata. Baalovi su svećenici vikali, rezali žile i padali u delirij zovući Baala, ali ništa se nije dogodilo. U večernji sat, Ilija poziva narod da se približi žrtveniku. Pozvao je Boga da učini čudo. I Bog Jahve uslišio je Ilijinu molitvu: oganj je s neba progutao njegov prinos na očigled svim ljudima koji uplašeno i ushićeno priznaju: Jahve je Bog!   

## Ilijina kušnja
Nakon toga, Ilija je od Izabele, odlučne da u začetku uništi pokušaj povratka Bogu Abrahamovu, dobio poruku: »Neka mi bogovi učine sva zla ako ti sutra u ovo doba još bude glava na ramenu«. Ilija se zbog toga uplašio i dao u bijeg. U bijegu ga je snašlo malodušje, kušnja, što je popratni znak i velikih poslanika. No, Bog mu je dao snagu i nije ga napustio. Okrijepljen božanskom hranom, kruhom i vodom, nastavlja Ilija put do Horeba, mjesta susreta Jahve sa svojim narodom. Tu će Ilija konačno naći rješenje svoje krize, dobiti snagu za nastavak svoga poslanja. Svojim vraćanjem na izvore, Ilija zapravo predstavlja novi Izrael, kojeg Jahve vraća u pustinju i progovara njegovom srcu (Hoš 2,16). Ilija, na neki način utemeljitelj jahvizma, shvaća da Bog nije ni u vihoru, ni u vatri munja, ni u potresu. On se ne može poistovjetiti s prirodnim pojavama, već se objavljuje i govori u intimnosti srca. Lagani i blagi povjetarac, trenutak je bogosusreta. Prorok tada izlazi iz pećine i zaklanja lice plaštem jer gledanje Boga nije određeno za ovozemaljski život. 

## Poruka knjige
Bog je vjeran Bog i ako mu vjerujemo on će nam pomoći u kušnjama i teškim trenucima. Dao nam je slobodnu volju, tj. mogućnost izaberemo kako želimo živjeti, po njegovim uputama ili ne. On nas na ništa ne prisiljava, a svoju ljubav nesebično nudi i dokazuje kroz čitavu povijest. U ovoj knjizi jasno se vidi razlika između vjernoga Ilije, kome je i Bog ostao vjeran do kraja, te nevjernih kraljeva. 